# Photis conchicola
Photis conchicola is een vlokreeftensoort uit de familie van de Photidae. De wetenschappelijke naam van de soort is voor het eerst geldig gepubliceerd in 1936 door Alderman.